# Christina Applegate
Christina Applegate (født 25. november 1971) er en amerikansk skuespiller, kendt for sine roller i amerikanske sitcoms som Vore værste år (Married... with Children) og Samantha Who?. Hun vandt i 2003 en Emmy Award for bedste kvindelig gæsteskuespiller i en komedieserie, for sin medvirken i Friends. Hun har også opnået succes med Netflixserien Dead to Me, hvor hun spillede hovederollen og også var producer af serien. 

## Filmografi

### Film
- Don't Tell Mom The Babysitter's dead (1991)
- Mars Attacks! (1996)
- Just Visiting (2001)
- The Sweetest Thing (2002)
- View from the Top (2003)
- Wonderland (2003)
- Anchorman: The Legend of Ron Burgundy (2004)
- Employee of the Month (2004)
- The Rocker (2008)
- Going the Distance (2010)
- Vacation "Fars sygt fede bilferie" (2015)
- Bad Moms (2016)
- A Bad Moms Christmas (2017)

### Tv
- Vore værste år (1987-1997)
- Jesse (1998-2000)
- Friends (2002, 2003), to episoder
- King of the Hill (2004), en episode
- Samantha Who? 2007-2009)
- Reno 911! (2008), en episode
- Dead to Me (2019-)